# 激愛543
是一部美國喜劇多段式電影，由Charles B. Wessler製作，Rocky Russo、Jeremy Sosenko和Patrik Forsberg編劇。電影在2013年1月公映。影片获得第34届最差电影金酸莓奖最差影片、最差导演、最差剧本三项大奖。

## 演員
- 艾瑪·史東 飾演 Veronica
- 克蘿伊·摩蕾茲 飾演 Amanda
- 安娜·法瑞絲 飾演 Vanessa
- 傑拉德·巴特勒 飾演 Leprechaun 1 & 2
- 伊莉莎白·班克斯 飾演 Amy
- 休·傑克曼 飾演 Davis
- 克莉絲汀·貝爾 飾演 Supergirl
- 凱特·溫斯蕾 飾演 Beth
- 喬許·杜哈莫 飾演 Anson
- 凱特·博斯沃斯 飾演 Arlene
- 娜歐蜜·華茲 飾演 Samantha
- 鄔瑪·舒曼 飾演 Fake Lois Lane
- 李察·吉爾 飾演 Boss
- 賈斯汀·隆 飾演 Fake Robin
- 派屈克·華博頓 飾演 Dad
- 荷莉·貝瑞 飾演 Emily